# Joaquín Torrents Lladó
Joaquín Torrents Lladó (Badalona, 11 de febrero de 1946 – 6 de octubre de 1993) fue un pintor español.

## Resumen Biográfico
Comenzó su formación artística a los diez años, en la Academia Valls, escuela  donde estudió Antoni Tàpies entre otros pintores de la época. Con grandes inquietudes en esos primeros años se interesó por el informalismo que tardíamente se había introducido en España.  
De 1962 a 1967 estudia en la Escola de Belles Arts de Sant Jordi de Barcelona (sección de Pintura).  Al mismo tiempo que cursa los estudios de pintura se plantea seriamente el teatro y la escenografía, e inicia los estudios de Dirección Teatral y prepara trabajos para diversas compañías. Lleva la dirección escénica de la Sección Dramática del Círculo Católico de Badalona. En su segundo año de estudios, inicia un distanciamiento gradual de la pintura abstracta.  Avanza hacia un nuevo arte figurativo en el que las formas se hacen más reposadas e intransigentes. 
En 1967 termina los estudios de Bellas Artes y obtiene una beca de la Fundación Amigó-Cuyas.
En 1968 decide dedicarse a la escenografía donde puede estar cerca de sus dos grandes pasiones. La pintura y el teatro.
Se instala en Valdemosa (Mallorca), irrumpiendo de pleno en las actividades culturales de la época y dotándolas de esa originalidad y saber hacer que refleja su obra. Trabaja como regidor de escena de una famosa sala de fiestas: Tagomago, ilustra carteles y pinta entre otros, los dibujos de Maurice Chevalier, Louis Armstrong, la Chunga…
Después de un breve periodo de crisis, instala un taller en Valdemossa e inicia una famosa serie de retratos y autorretratos. En julio de 1969 funda "Artestudio" junto a Carmen Crespí, una compañera de la Escuela de San Jordi. Asume la dirección escénica de la compañía del teatro AUBA de Son Ferriol.
En 1971 organizará en Galerías Costa su primera exposición en Mallorca. 
Comienza a recibir innumerables encargos de retratos y debe abandonar la dirección escénica e interrumpir su actividad teatral.
Robert Graves, poeta residente en Deia (Mallorca) le hace la presentación de uno de sus catálogos en el año 1973.
Abandona Valdemossa para instalarse en Palma en la calle de la Portella, sede actual del museo.
De 1974 a 1975 se establece en Madrid. Celebrando su primera exposición nacional en la Galería Old Home de la calle Serrano, donde instala un estudio que más tarde trasladaría a la Plaza de Colón y empieza a recibir encargos de distintas personalidades de todo el mundo. 
Ese otoño viaja a Copenhague para realizar los retratos de varios miembros de la Casa Real Danesa. En el 75 viaja a Suecia, instala su estudio en la calle Karlavägen de Estocolmo. Pinta a la Princesa Cristina. Ese mismo año la revista Paris Match le dedica un amplio reportaje. La REAL SOCIEDAD VASCONGADA le encarga también, un retrato del entonces Príncipe Don Juan Carlos de Borbón. 
Incansable, viaja a Brasil y pinta a Juscelino Dubischek, Presidente del país. Tiene programada una exposición en el Museo de Arte Moderno de Río de Janeiro que ha de suspender por razones políticas.
En 1977 funda la Escuela Libre del Mediterráneo, cuya sede se ubica en Palacio Verí en Mallorca. Durante este año viaja a Estados Unidos donde pinta varios retratos de la familia Kennedy.
De 1978 a 1981 presenta en la Galería Pirámide varios retratos (Dewi Soekarno, Mme. Rothschild…), realiza su primera exposición en el Principado de Mónaco y expone en la Galería Bearn de Mallorca. También expone en Mónaco Fine Arts de Montecarlo.
En 1982, inaugura en Barcelona una sede de la Escuela Libre del Mediterráneo, en la calle Diputación 329 donde asisten alumnos de todo el mundo. La escuela le permite desarrollar su fuerte vocación pedagógica, convirtiéndose sus salas de exposición, en un punto obligado de la cultura de la época.
El 23 de diciembre de 1985, se produce en el Teatro de la ópera de Montecarlo, el estreno el ballet “24 horas en la vida de una mujer” de Stephan Zweig, con música de Hervé Niquet , coreografía de Pierre Lacotte.  Los diseños de vestuario y de los decorados los hace J. Torrents Lladó. Para trabajar en esto, el verano de ese año había formado un equipo de colaboradores entre sus alumnos.  
En 1988, es nombrado “ Personalidad del Año en el Mundo”,  galardón, instituido en París en 1970, que reconoce el trabajo en el ámbito de la creación y bellas artes. Además de su actividad como pintor, se aprecia su especial sensibilidad hacia el diseño y la creación gráfica.
En 1989, A través de las gestiones de Tsunehiko Tamura, algunos ejecutivos de la Galería Prova de Japón visitan el estudio de la Calle Portella de Palma y se llega a una serie de acuerdos para la promoción internacional de su obra. 
En 1990, en los Ángeles Art Expo su obra, encabeza el programa de Prova USA. También expone por primera vez en Japón. Presenta "Paisajes y Luz de Mallorca". Su colección visita las principales ciudades del país, difundiendo las maravillas de la Isla a través de su pintura y dando a Mallorca una valiosa promoción turística. 
En 1991 Colabora con UNICEF  en Japón diseñando para la organización Art Aid un cartel en beneficio de los niños necesitados de Asia.
En abril de este año, El gobierno de la Comunidad Autónoma de las Islas Baleares le encarga un retrato de los Reyes de España.
En 1992, viaja a Japón, presentando una colección de PAISAJES DE MALLORCA en las principales ciudades niponas.
En 1993, viaja a Londres y posteriormente a Venecia, lugar por el que siente verdadera pasión y al que acude frecuentemente. Dignas de mención son sus acuarelas pintadas de la ciudad.
El 6 de octubre de 1993 fallece de muerte repentina, causada por un aneurisma de aorta.
Nos legó una dilatada y abundante obra pictórica, solo superada, según sus amistades por su encanto personal y valores humanos únicos.

## Obra
Sus comienzos artísticos se sitúan en el campo de la abstracción, aunque rápidamente abandona ese interés y se decanta por resolver problemas técnicos que se plantean en el arte figurativo. El resto de su intensa y corta carrera profesional, la dedicará al arte figurativo. Se vuelca en resolver los problemas técnicos de distinta manera en las disciplinas a las que se dedica. Los personajes que retrata visten lujosas ropas atemporales, escondiéndose a veces detrás de máscaras venecianas y rodeándose de telas adamascadas.
Los pocos contemporáneos suyos que se dedican lo mismo,  lo hacen desde un enfoque puramente de la época, dedicándose entre otras cosas a las influencias de la fotografía y las nuevas tecnologías en sus obras. Experimentan basándose siempre en su presente: el mundo contemporáneo.
J. Torrents se empapa del alma del modelo o del paisaje para recrearlo en el lienzo, intenta transmitir su vida interior, su espiritualidad, su esencia. Eso lo distingue de sus contemporáneos unido además a una extraordinaria capacidad de síntesis y a un poder de captación de la realidad fuera de lo común.  El punto de la composición y la destreza de la técnica se fusionan con maestría en su obra.
Luis Sagrera define de forma admirable: “De pincelada suelta, ágil, profundamente marcada, pero con una admirable posibilidad de cambiar de tempo según lo requiera la zona tratada”. 
Describió el mundo del arte que le tocó vivir como “dentro de un enorme confusionismo, sumido en una disparidad de tendencias”. 
Se construyó su propio presente. Afronto de manera única su pintura, logrando en poco tiempo y a contracorriente hacerse un hueco en ese confuso momento artístico.
Una de las cosas que más sorprende en su pintura es su independencia, su libertad, su rebeldía, su insaciable curiosidad en el campo del diseño, que le hace colaborar con diversos organismos y firmas, y diseñar desde escenarios para diversas obras teatrales hasta el logotipo conmemorativos de una importante añada de una firma de cava. 
Tiene muy claro lo que quiere del arte y huye de convencionalismos, investiga de forma original en distintos campos, fabrica sus propias pinturas, consigue sus propios colores y logra una riqueza cromática nada habitual en la pintura. Sus pinceladas derrochan color, pasión y un profundo y personal estudio del modelo. Hace gala de un oficio cuidadosamente aprendido, sus cuadros reflejan esa percepción y desarrollo de un detalle fruto de un ojo privilegiado, de una detenida aplicación de toda su experiencia. Robando, como expresa Basilio Baltasar de cada época lo que más le importaba, lo que pudiera dominar con una maestría, cuyo ejemplo quiso encontrar en los maestros del renacimiento. 
Lanthemann, historiador de Arte describe:“… Torrents Lladó en su pintura es uno más en la tradición histórica de los grandes pintores, que se manifiesta en su sensibilidad para el color, su psicología profunda y su clara filosofía de la vida. A menudo el público de nuestro siglo se pregunta si hay hoy, alguien que sepa pintar con la calidad de los artistas de gran tradición pictórica europea. Podemos responder: Si, está Torrens Lladó”
Incansable viajero, con proyectos vinculados a Brasil, EE. UU. o Japón, Dinamarca, Suecia,  Mónaco, Londres y París. 
J. Torrents Lladó ha sido objeto de atención de grandes y prestigiosos fotógrafos internacionales: David Hamilton, Helmut Newton, Cecil Beaton, Lord Snowdon, Richard Avedon, Yasuo Sano, Eduardo Momeñe, Juan Ramon Bonet, Miguel Font, han estado en contacto con él y captado de forma magistral momentos de su vida y obra.
Dominó todas las técnicas (dibujo al carbón, acuarela, óleo etc.) Tal vez su fama mundial la alcanzó en el retrato, llegando a ser considerado como uno de los mejores retratistas del siglo XX, pero sus obra en general hace que sea imprescindible mencionarlo cuando hablamos de arte en el siglo XX.

## Casa Museo J.Torrents Lladó
Su Casa Museo quedó instalada definitivamente en el año 2002, en la calle de la Portella 9 de Palma de Mallorca. Son dos las inapreciables colecciones que la conforman:  una perteneciente a la Fundación J. Torrents Lladó, creada poco después de la muerte del pintor, y la colección del Gobierno de las Islas Baleares. En todo caso, se trata de dos colecciones que muestran todas las facetas pictóricas de este artista. Con mínimos cambios efectuados, se consigue mantener el mismo ambiente que había en vida del pintor.
La exposición permanente se compone de 120 obras, distribuidas a lo largo de varias plantas de la Casa. Incluyen óleos, dibujos, acuarelas, esculturas, y algunos objetos personales que recrean la vida y obra del artista.
Su Casa Museo constituye uno de los tesoros artísticos de Palma de Mallorca, desprende esa magia y sensibilidad tan particular que el artista poseía.

## Exposiciones
- 1972.- Composiciones y retratos. Galerías Costa Palma de Mallorca.
- 1973.- Retratos Galería Costa . Palma de Mallorca.
- 1974.- Retratos Galería Old Home . Madrid
- 1975.- Retratos Galería Löwenadler, Estocolmo
  - Composiciones y retratos Museo Arte Moderno Río de Janeiro
  - Paisajes. Galería Old Home . Madrid.
- 1976.- Paisajes y retratos Galerías Costa. Palma.
  - Paisajes y retratos. Palm Beach Gallery, Palm Beach, Florida (USA)
- 1977.- Composiciones y retratos.Palm Beach Gallery, Palm Beach, Florida (USA)
- 1978.- Composiciones y retratos. Galería Bearn, Palma.
  - Composiciones y retratos. Galería Old home. Madrid
  - Composiciones y retratos. Galería Pyramide París.
- 1979.- Composiciones, retratos y Paisajes. . Monaco Fine Arts. Montecarlo.
  - Composiciones, retratos y Paisajes. Galería Old home. Madrid.
- 1980.- Composiciones, retratos y Paisajes. Galería Bearn, Palma.
- 1981.- Composiciones, retratos y Paisajes. Sala Nonell. Barcelona
- 1982.- Composiciones, retratos y paisajes. Galería Heller. Madrid.
  - Composiciones, retratos y paisajes. Escuela Libre del Mediterráneo. Palma.
  - Escuela Libre del Mediterráneo. Galería Garbí. Valencia.
- 1983.- Composiciones, retratos y paisajes. Escuela Libre del Mediterráneo. Barcelona.
  - Composiciones, retratos y paisajes. Monaco Fine Arts. Montecarlo.
- 1985.- Composiciones, retratos y paisajes. Escuela Libre del Mediterráneo. Barcelona.
  - Composiciones, retratos y paisajes. Monaco Fine Arts. Montecarlo.
  - Escenografía 24 horas de vida de una mujer de Stephan Zweig para el ballet de Montecarlo.
- 1986.- Composiciones, retratos y paisajes. Austin Gallery, Texas (USA).
- 1988.- Composiciones, retratos y paisajes. El Corte Inglés. Madrid
- 1989.- Composiciones, retratos y paisajes. El Corte Inglés. Barcelona.
  - Composiciones, retratos y paisajes. Galería Costa. Palma de Mallorca.
- 1990.- Composiciones, retratos y paisajes. Monaco Fine Arts. Montecarlo.
  - Composiciones, retratos y paisajes. Art Expo, California (USA).
  - Composiciones, retratos y paisajes. Barozzi Antichitá, Venecia.
  - Composiciones, retratos y paisajes. Galleria Mage, Kyoto (Japón).
  - Composiciones, retratos y paisajes. Inauguración Galleria Prova, Nara (Japón).
  - Composiciones, retratos y paisajes. Galleria Prova, Fugi- Sankei (Colectiva). Tokio(Japón).
  - Composiciones, retratos y paisajes. Galleria Prova, Nagoya (Japón).
  - Composiciones, retratos y paisajes. Galleria Prova,(Edificio Tepia), Tokio (Japón).
- 1991.- Composiciones, retratos y paisajes. Feria del Arte de Nueva York (USA).
- 1992.- Composiciones, retratos y paisajes. Galleria Prova, Fukuoka,  Osaka, Kobe, Kyoto, Ginza, Yokohama (Japón).
- 1993.- Composiciones, retratos y paisajes. Galleria Prova, Tokio, Nagoya, Kyoto, Okayama, Yokohama, Murioka, Hiroshima (Japón).
  - Noviembre: Exposición homenaje. Galleria Prova, Fukuoka (Japón).
- 1994.- marzo. El Gobierno Autónomo de la Comunidad Balear le rinde sentido homenaje en el edificio gótico de La Lonja, con la celebración de una Magna Exposición Antológica.
- 1995.- Se inaugura en Sumoto (Awaji) Japón, el Museo Alfabia en honor de Joaquín Torrents Lladó.
- 1997.- El 9 de diciembre, en el Centro Cultural de la Villa de Madrid se organiza una Exposición Retrospectiva de toda su obra.
- 1998.- octubre. Exposición Retrospectiva en Milán.
  - Noviembre. Exposición Retrospectiva en Roma.
- 2002.- Inauguración de su casa museo, en su estudio de la calle Portella de Palma de Mallorca.